# Backspacer
Backspacer é o nono álbum de estúdio da banda norte-americana Pearl Jam. O disco foi produzido pelo produtor Brendan O'Brien, que já trabalhou com a banda em outros discos, como Vitalogy e Yield. Seu lançamento aconteceu em 18 de setembro de 2009 na Europa e Oceania e em 21 de setembro nos EUA. A distribuição é independente nos Estados Unidos e contou com a Universal Music Group no resto do mundo.
Em 1.º de junho de 2009 a banda tocou pela primeira vez uma música do novo álbum, Got Some na estréia do programa Tonight Show with Conan O'Brien. Já em 20 de julho a banda lançou o primeiro single, The Fixer, e o disponibilizou em sua página oficial e em seu MySpace para ser ouvido.

## Faixas
Lista de faixas:
| N.º            | Título                | Compositor(es)                             | Duração |  |
| 1.             | "Gonna See My Friend" | Eddie Vedder                               | 2:48    |  |
| 2.             | "Got Some"            | Jeff Ament, Eddie Vedder                   | 3:02    |  |
| 3.             | "The Fixer"           | Matt Cameron, Stone Gossard, Mike McCready | 2:57    |  |
| 4.             | "Johnny Guitar"       | Matt Cameron, Stone Gossard                | 2:50    |  |
| 5.             | "Just Breathe"        | Eddie Vedder                               | 3:35    |  |
| 6.             | "Amongst the Waves"   | Stone Gossard, Eddie Vedder                | 3:58    |  |
| 7.             | "Unthought Known"     | Eddie Vedder                               | 4:08    |  |
| 8.             | "Supersonic"          | Stone Gossard                              | 2:40    |  |
| 9.             | "Speed of Sound"      | Eddie Vedder                               | 3:34    |  |
| 10.            | "Force of Nature"     | Mike McCready, Eddie Vedder                | 4:04    |  |
| 11.            | "The End"             | Eddie Vedder                               | 2:57    |  |
| 12.            | "[CD-ROM Track]"      |                                            |         |  |
| Duração total: | Duração total:        | Duração total:                             | 36:33   |  |

| Críticas profissionais                                                      | Críticas profissionais |
| Avaliações da crítica                                                       | Avaliações da crítica  |
| Fonte                                                                       | Avaliação              |
| --------------------------------------------------------------------------- | ---------------------- |
| Allmusic                                                                    | [ 4 ]                  |
| Blender                                                                     | [ 5 ]                  |
| Entertainment Weekly                                                        | (B)                    |
| The Guardian                                                                | [ 7 ]                  |
| The New York Times                                                          | (mixed)                |
| Pitchfork Media                                                             | (4.6/10)               |
| Q                                                                           | [ 10 ]                 |
| Rolling Stone                                                               | [ 11 ]                 |
| Spin                                                                        | [ 12 ]                 |
| Time                                                                        | (Favorável)            |
| Esta tabela precisa de ser acompanhada por texto em prosa. Consulte o guia. |                        |

## Paradas
| País/Parada (2009)                    | Melhor posição |
| ------------------------------------- | -------------- |
| Austrália (ARIA)                      | 1              |
| Áustria (Ö3 Austria Top 40)           | 3              |
| Bélgica (Ultratop Flandres)           | 6              |
| Bélgica (Ultratop Valônia)            | 9              |
| Canadá (Billboard)                    | 1              |
| Croatia (IFPI)                        | 36             |
| Dinamarca (Hitlisten)                 | 5              |
| Países Baixos (Dutch Charts)          | 3              |
| Finlândia (Suomen virallinen lista)   | 11             |
| França (SNEP)                         | 20             |
| Alemanha (Offizielle Deutsche Charts) | 3              |
| Hungria (MAHASZ)                      | 33             |
| Irlanda (IRMA)                        | 2              |
| Itália (FIMI)                         | 4              |
| Japanese Albums (Oricon)              | 34             |
| México (Top 100)                      | 8              |
| Nova Zelândia (RMNZ)                  | 1              |
| Noruega (VG-lista)                    | 4              |
| Portugal (AFP)                        | 1              |
| Escócia (Official Scottish Albums)    | 5              |
| Espanha (PROMUSICAE)                  | 4              |
| Suécia (Sverigetopplistan)            | 13             |
| Suíça (Schweizer Hitparade)           | 5              |
| Reino Unido (Official Albums Chart)   | 9              |
| Estados Unidos (Billboard 200)        | 1              |
| Estados Unidos (Top Rock Albums)      | 1              |